# ادولفو میراندا
ادولفو میراندا (انگلیسی: Adolfo Miranda؛ زادهٔ ۱۴ اکتبر ۱۹۸۹) بازیکن فوتبال اهل اسپانیا است.
از باشگاه‌هایی که در آن بازی کرده‌است می‌توان به باشگاه فوتبال سابادل و باشگاه فوتبال اوئسکا اشاره کرد.